# Bart Peeters
Bart Peeters, né le 30 novembre 1959 à Mortsel, est un chanteur, batteur, guitariste, présentateur et acteur belge de Flandre.
Peeters a étudié la philologie germanique et le théâtre à Anvers. Il habite à Boechout.
Il fait partie des « Bekende Vlamingen ».